# جون جيبسون (رسام)
جون جيبسون (بالإنجليزية: John Gibson)‏ (و. 1790 – 1866 م) هو رسام، ونحات من ويلز، والمملكة المتحدة لبريطانيا العظمى وأيرلندا، ولد في كنوي، وكان عضوًا في الأكاديمية الملكية للفنون، توفي في روما، عن عمر يناهز 76 عاماً.

## روابط خارجية
- جون جيبسون على موقع الموسوعة البريطانية (الإنجليزية)
- جون جيبسون على موقع إن إن دي بي (الإنجليزية)